# Tiererzeugnisse-Handels-Verbotsgesetz
Das Tiererzeugnisse-Handels-Verbotsgesetz (TierErzHaVerbG), früher Katzen- und Hundefell-Einfuhr-Verbotsgesetz, ist ein deutsches Bundesgesetz. 

Es diente zunächst der nationalen Umsetzung der Verordnungen (EG) Nr. 
- 1523/2007,  welche die Einfuhr von und den Handel mit Katzen- und Hundefellen verbot[1], und
- 1007/2009, welche das Inverkehrbringen von Robben (einschließlich Teilen, also Fellen) und Robbenerzeugnissen verbot, sowie der Regelung darin je vorgesehener Ausnahmen.

Seit 1. September 2017 verbietet es die Haltung und die Zucht bestimmter Pelztierarten wie Nerz oder Rotfuchs und ihrer Nachzucht zur Gewinnung von Fellen, Häuten oder sonstigen landwirtschaftlichen Erzeugnissen, nachdem eine Beschränkung zuvor mit der Tierschutz-Nutztierhaltungsverordnung versucht worden war. Außer bei Wildfängen bleibt es jedoch mit auf je zehn Jahre befristeter behördlicher Erlaubnis möglich, sofern näher bestimmte Anforderungen etwa zu verfügbaren Grundflächen oder Schwimmbecken erfüllt sind. 
§ 1 überträgt Aufgaben auf die Bundesanstalt für Landwirtschaft und Ernährung (BLE), im Übrigen auf die Landesbehörden. § 2 gibt ihnen Eingriffsbefugnisse; so können solche Felle oder Produkte, die Felle enthalten, oder Robbenerzeugnisse beschlagnahmt und Rücksendung oder Vernichtung angeordnet werden. Die Behörden sollen auch vorbeugend tätig werden.
§ 5 regelt Duldungs- und Auskunftspflichten. Im Verwaltungsverfahren haben Betroffene die Legalität nachzuweisen; erforderliche Gutachten haben sie zu zahlen.
§ 6 regelt die Überwachung von Ein-  und Ausfuhr durch die Zollbehörden.
Nach § 7 sind Verstöße als Ordnungswidrigkeiten mit einer Geldbuße von bis zu 5000 Euro, teils bis 30.000 EUR zu ahnden. Die betroffenen Gegenstände können eingezogen werden.
§ 8 ermächtigt zu Verordnungen und § 9 regelt Kosten.